# Evangelische Kirche (Schauren)

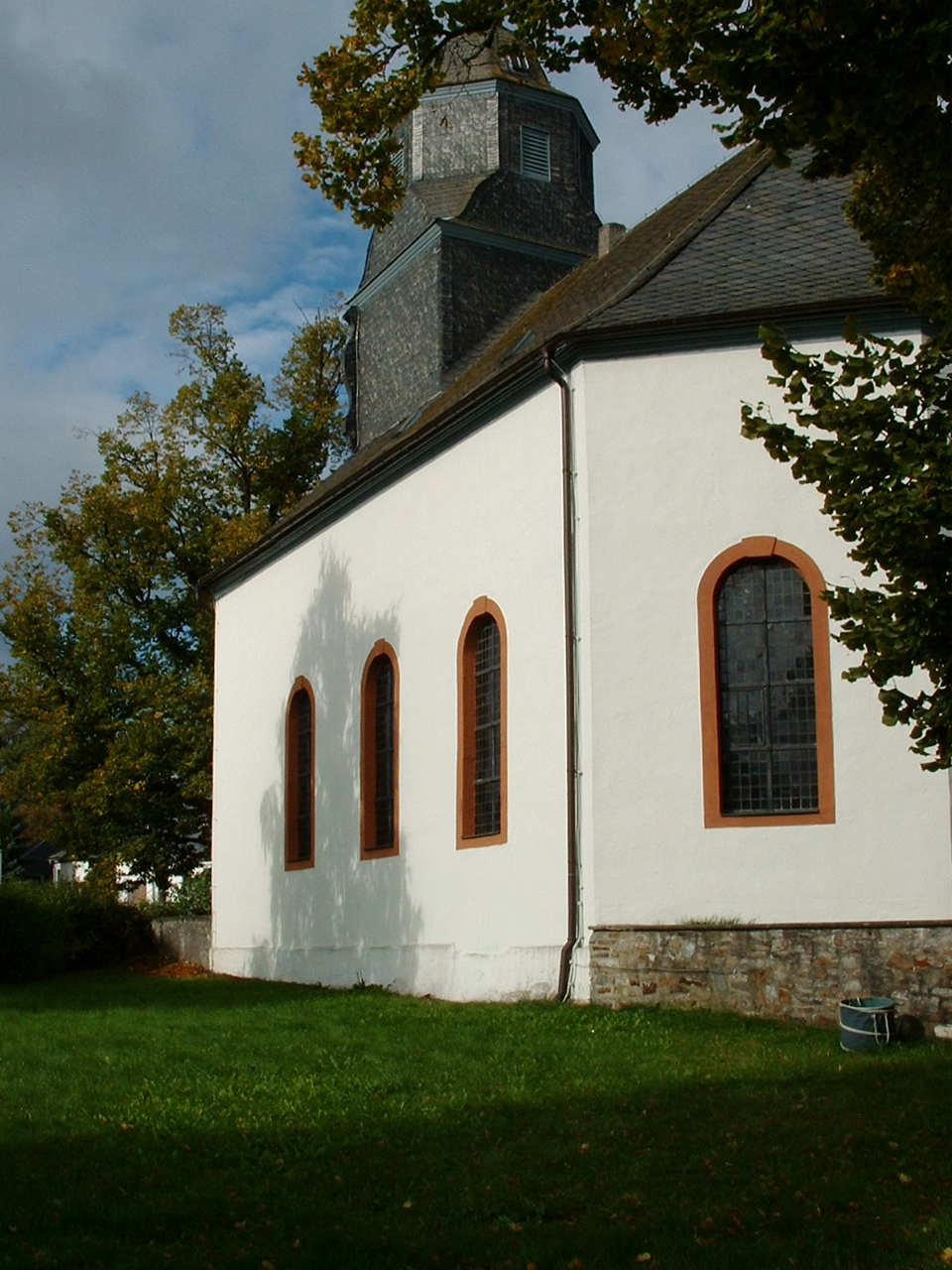
Kirche von außen

Die Evangelische Kirche Schauren ist eine evangelische Kirche in Schauren, einer Gemeinde im Landkreis Birkenfeld in Rheinland-Pfalz.  Sie gehört zur Evangelischen Kirchengemeinde Schauren-Kempfeld-Bruchweiler im Kirchenkreis Trier der Evangelischen Kirche im Rheinland. Die heutige Kirche ist ein Saalbau aus dem 18. Jahrhundert mit Emporen und Kanzel aus der Erbauungszeit.  Die Kirche ist zusammen mit der Kirche in Stipshausen die besterhaltene dieser sehr originellen und etwas eigenwilligen Hunsrückkirchen.

## Geschichte

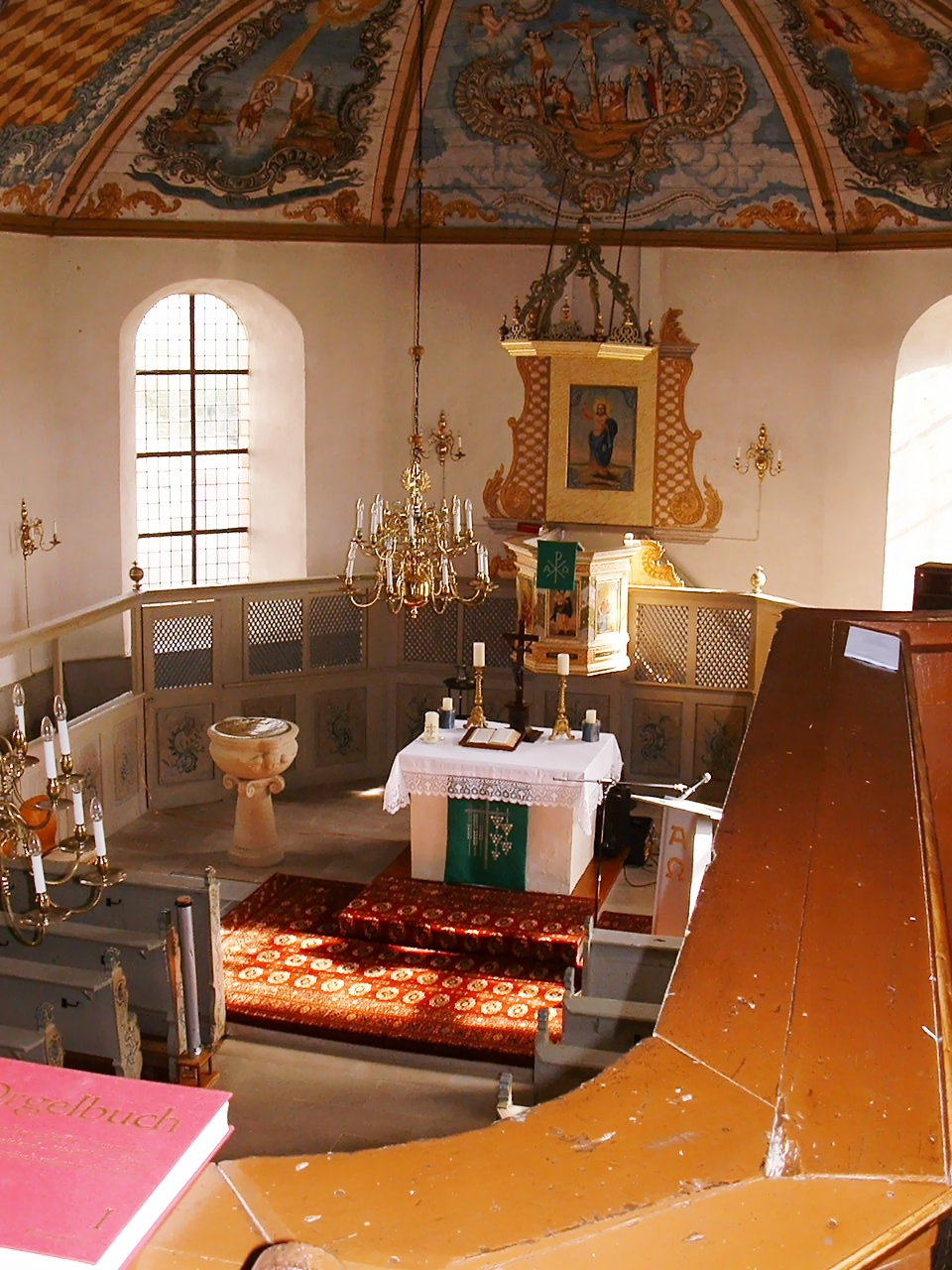
Chor von der Empore

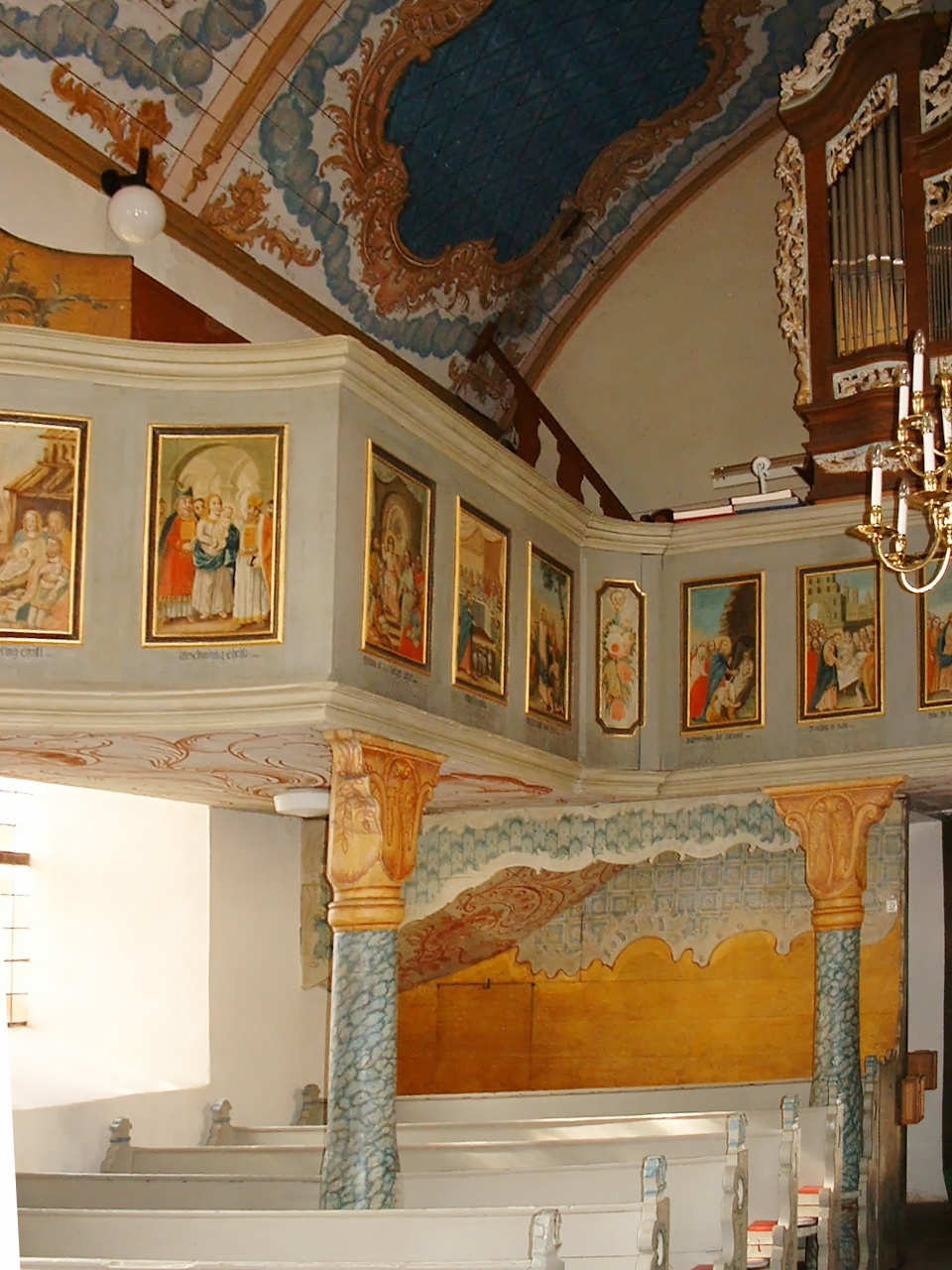
Südflügel der Empore mit Gemälden

Der Ort Schauren wird erstmals 1279 urkundlich erwähnt. Die Kirche war ursprünglich dem Heiligen Maternus geweiht und wird 1386 erstmals erwähnt. In der Kirche sind bis 1555 ein Nikolausaltar und eine Maternusbruderschaft bezeugt.

## Architektur und Ausstattung

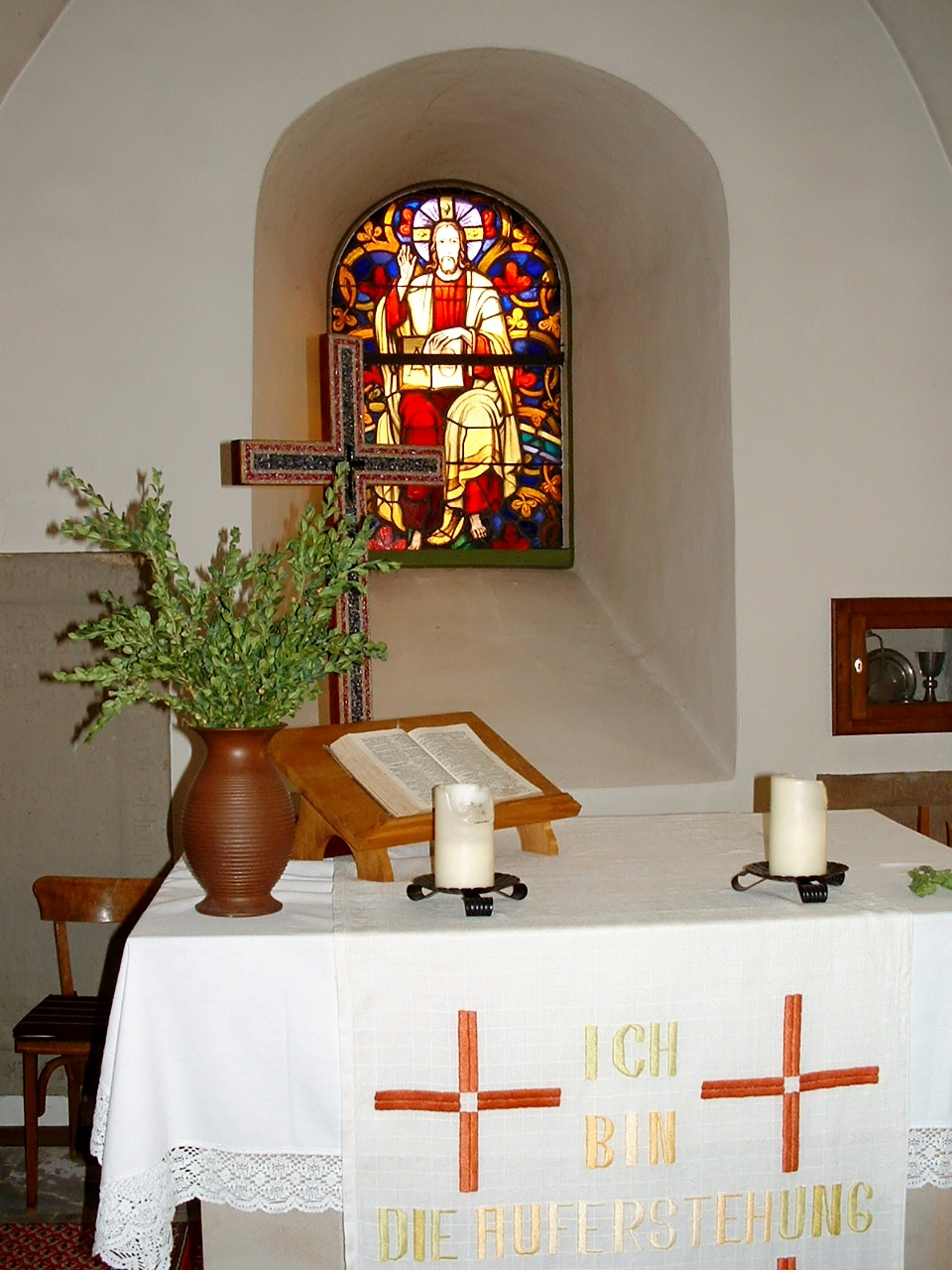
Altar

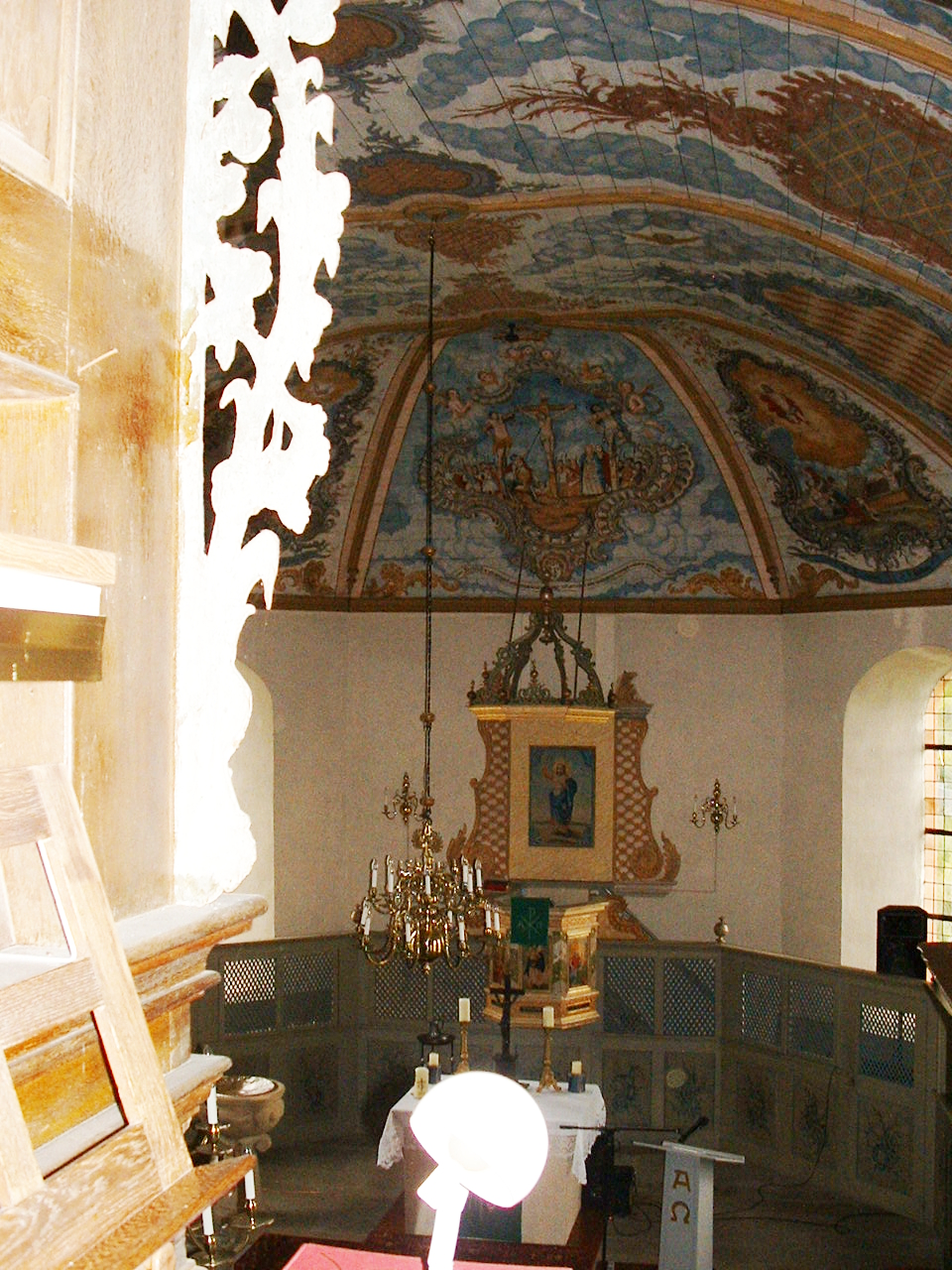
Bemalte Kirchendecke

Die geostete Saalkirche wurde 1767 nach einem Plan von Johann Nikolaus Wenz, einem Zimmermann in Schauren, errichtet. Sie ist ein verputzter Bruchsteinbau mit nach Osten gerichtetem Chor.
Der Turm am westlichen Ende des Schiffs hat die Form eines Dachreiters. Unten quadratisch, geht er oben in ein Achteck über. Der Eingangsbereich auf der Westseite wird von einem für den Hunsrück typischen Vorbau geschützt. Das Eisen der Eisenrahmen der sieben Rundbogenfenster ist aus Hunsrücker Eisen.
Das Kirchenschiff ist – für eine reformierte Kirche ungewöhnlich – mit Malereien ausgeschmückt, die Anklänge an den bayerischen und Tiroler Bauernbarock zeigen. Das Kirchenschiff wird von einer mit Rautenmustern bemalten flachbogigen Holzdecke überwölbt. Diese bieten einen merkwürdigen Effekt, bei längerer Betrachtung beginnen sie sich zu verschieben. Die Deckenausmalung über dem Chor zeigt:
1. Jesu Taufe mit Proklamation zum Sohn Gottes
2. Kreuzigung mit Sündenvergebung
3. Auferstehung mit Andeutung Himmelfahrt Christi.

An der Kanzelrückwand findet sich die Darstellung des predigenden Jesus. Die fünf Tafeln an der Kanzelbrüstung zeigen vorne die Darstellung „ich bin ein guter Hirte“ und an den Seiten die vier Evangelisten.
An der Westseite des Schiffs befindet sich eine zweiflügelige Empore, auf der auch die Orgel steht. Die 18 Bildtafeln an der Brüstung zeigen Szenen aus dem Neuen Testament. Die Unterschriften zeigen die entsprechenden Texte. Dargestellt sind mit Blick auf die Empore von links nach rechts:
1. Ankündigung der Geburt Christi
2. Geburt und Anbetung Christ
3. Beschneidung Christi
4. Christus als 12-jähriger Lehrer
5. Hochzeit zu Cana
6. Christus macht Blinde sehend
7. Auferweckung des Lazarus
8. Jüngling zu Nain
9. Gehe hin dein sohn ist gesund
10. Megdelein stehe auf
11. Jesu wunder speisung 5000 männer
12. Jesus wandelt auf dem maere
13. Jesus heilet 10 aussäzzige
14. Jesus heilet wunderbar zu betesda
15. Jesus heilet wunderbar aller art krancken
16. Jesus Richterspruch über eine Ehebrecherin
17. Jesus treibet Teufel aus
18. Ein bludtflüssiges weib wird durch anrührung Christ Kleider gesund

Die Ausmalung ist vergleichbar mit der in den Kirchen von Bruchweiler, Stipshausen, Krummenau, Mülheim an der Mosel und Starkenburg. Der Name des Künstlers ist nicht überliefert. Vermutet wird entweder ein gewisser Franz Freundt aus Kastellaun oder Mitglied der ursprünglich aus Graubünden stammenden Künstlerfamilie Engisch. Das Chorgestühl an der 5-seitigen Chorwand war traditionell für den Pfarrer mit Familie links und die Presbyter (Kirchenälteste) und zwei Zensoren (Sittenwächter) rechts.

## Orgel

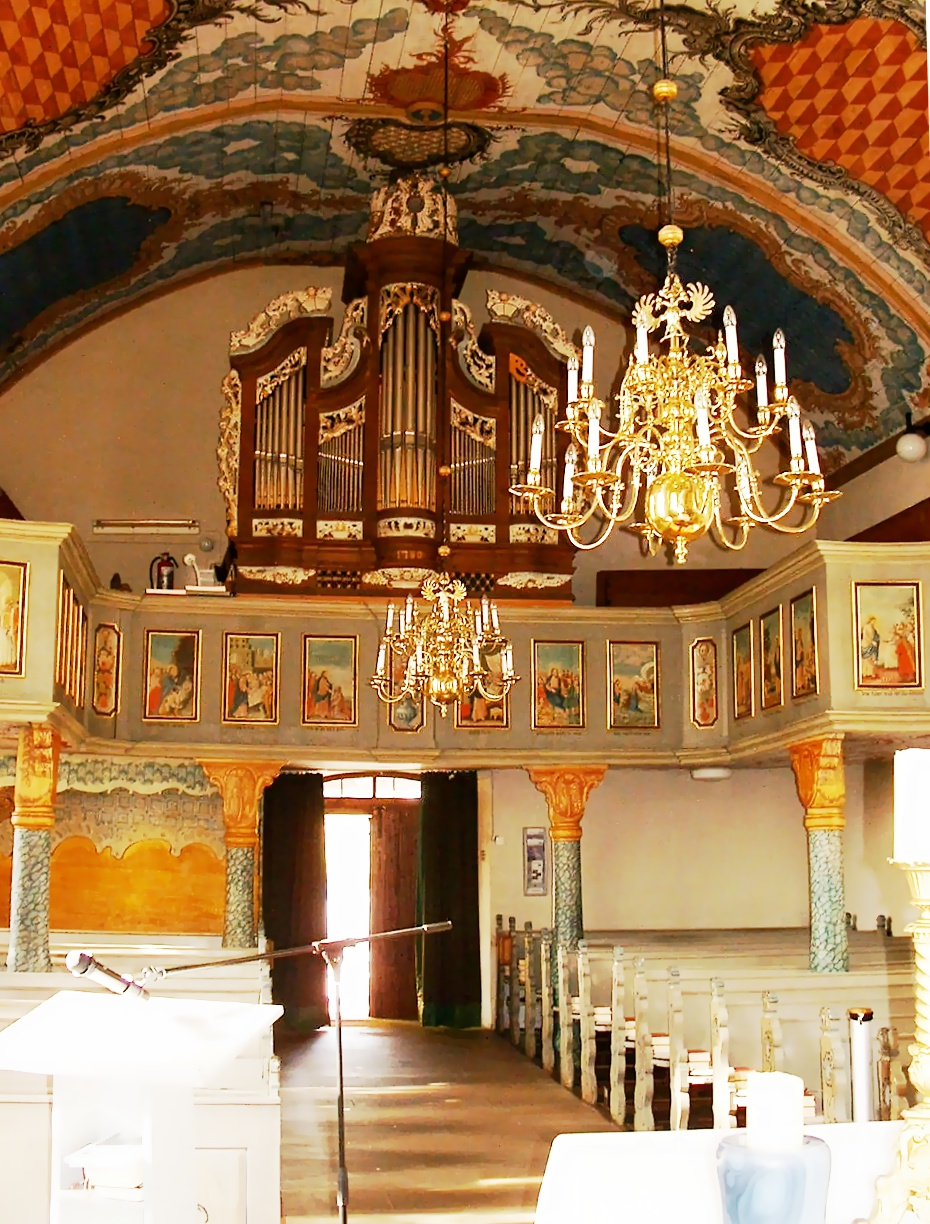
Kirchenschiff, Empore und Orgelprospekt

Die Stumm-Orgel von 1780 auf der Westempore besitzt ein spätbarockes, mit geschnitzten Flügeln und naturalistischen Ranken verziertes Gehäuse und eine mechanische Traktur. Der Spieltisch ist wie bei vielen vergleichbaren Orgeln seitlich angebaut. Bei der Renovierung von 1969 durch die Firma Oberlinger wurde der Winddruck gesenkt.
Die Disposition der Orgel lautet:
| Manual C–d3    |       |
| Prinzipal      | 8′    |
| Gedackt B/D    | 8′    |
| Flaut          | 8′    |
| Gamba B/D      | 8′    |
| Flöth          | 4′    |
| Oktav          | 2′    |
| Terz           | 1 ⁄3′ |
| Mixtur III     | 1′    |
| Trompet B/D    | 8′    |
| Vox humana B/D | 8′    |
| Quint          | 3′    |

| Pedal C–d1 |     |
| Subbass    | 16′ |
| Oktavbass  | 8′  |

- Koppeln: I/P

## Glocken
Das Geläut der Kirche besteht heute aus drei Glocken, zwei weitere, nicht mehr funktionsfähige stehen heute neben dem Altar. Im Glockenstuhl hängen heute eine historische Glocke von 1480 mit einem unteren Durchmesser von 1 m, mehrere Glockengießermarken, das Relief einer Bischofsfigur und der Inschrift in gotischen Minuskeln „MATERN HEISSE ICH – ALLE UNGEWEDER VERDRIBEN ICH – CLAIS VON ECHTERNACH GOES MICH ANNO M CCCC LXXX“ sowie zwei Glocken, die auf Initiative von Pfarrer Hamm von der Gießerei Rinker aus Sinn bei Herborn im Dillkreis hergestellt wurden. Die historische Glocke und die beiden neuen Glocken sind mit ihren Schlagtönen auf das Tedeum-Motiv fis-a-h gestimmt. Da sie mit 300 kg bzw. 400 kg wesentlich schwerer sind als ihre 60 kg und 80 kg schweren Vorgänger, musste der Glockenstuhl für sie erneuert werden.
Die beiden anderen historischen Glocken haben nicht mehr ihren ursprünglichen Klang und stehen heute neben dem Altar. Die größere der beiden hat einen unteren Durchmesser von 52 cm, wurde um 1350 gegossen, hat auf dem Mantel zwei Reliefs einer Kalvarienberggruppe und zwischen zwei Reifen eine Inschrift in frühgotischen großen Buchstaben, die teilweise von rechts nach links zu lesen ist. Diese ist für Laien nicht lesbar, da sie, warum auch immer, durch lateinische, wie auch griechische Abkürzungen, Spiegelschrift und verdrehte Buchstaben verschlüsselt ist. Im Klartext steht auf ihr geschrieben: „CHRISTE GLORIE REX O VENI CUM PACE“ zu Deutsch „Christus, König der Ehren, o komm mit Frieden“. Die kleinste Glocke hat ebenfalls einen unteren Durchmesser von 52 cm, ist nur mit Reifen geschmückt ohne Inschrift und wurde wahrscheinlich um 1300 gegossen.

## Nutzung
Die Kirchengemeinde Schauren-Kempfeld-Bruchweiler besteht seit 1974 und ist seit 2011 mit der evangelischen Kirchengemeinde Wirschweiler-Allenbach-Sensweiler pfarramtlich verbunden. Zusammen sind sechs Kirchen und neun Predigtstellen in den beiden Kirchengemeinden zu bedienen. In Sensweiler wird derzeit (2015) etwa an drei Sonntagen im Monat und an den kirchlichen Festtagen ein Gottesdienst gefeiert.